# ديريك بيلي (سياسي)
ديريك بيلي (بالإنجليزية: Derek Bailey)‏ هو سياسي أمريكي، ولد في 3 ديسمبر 1972. حزبياً، نشط في الحزب الديمقراطي.